# Butler Summit
Der Butler Summit ist ein rund 1000 m hoher Berg im ostantarktischen Viktorialand. Er ragt am westlichen Ausläufer des Dais im Wright Valley auf.
Das Advisory Committee on Antarctic Names benannte ihn 2004 nach Rhett G. Butler von den Incorporated Research Institutions for Seismology (IRIS), Manager des Programms des Global Seismograph Network und Beobachter des United States Antarctic Program bei der Errichtung des gemeinsam mit dem United States Geological Survey betriebenen seismologischen Observatoriums auf der Amundsen-Scott-Südpolstation.